# شهر الوعي بالاعتداء الجنسي

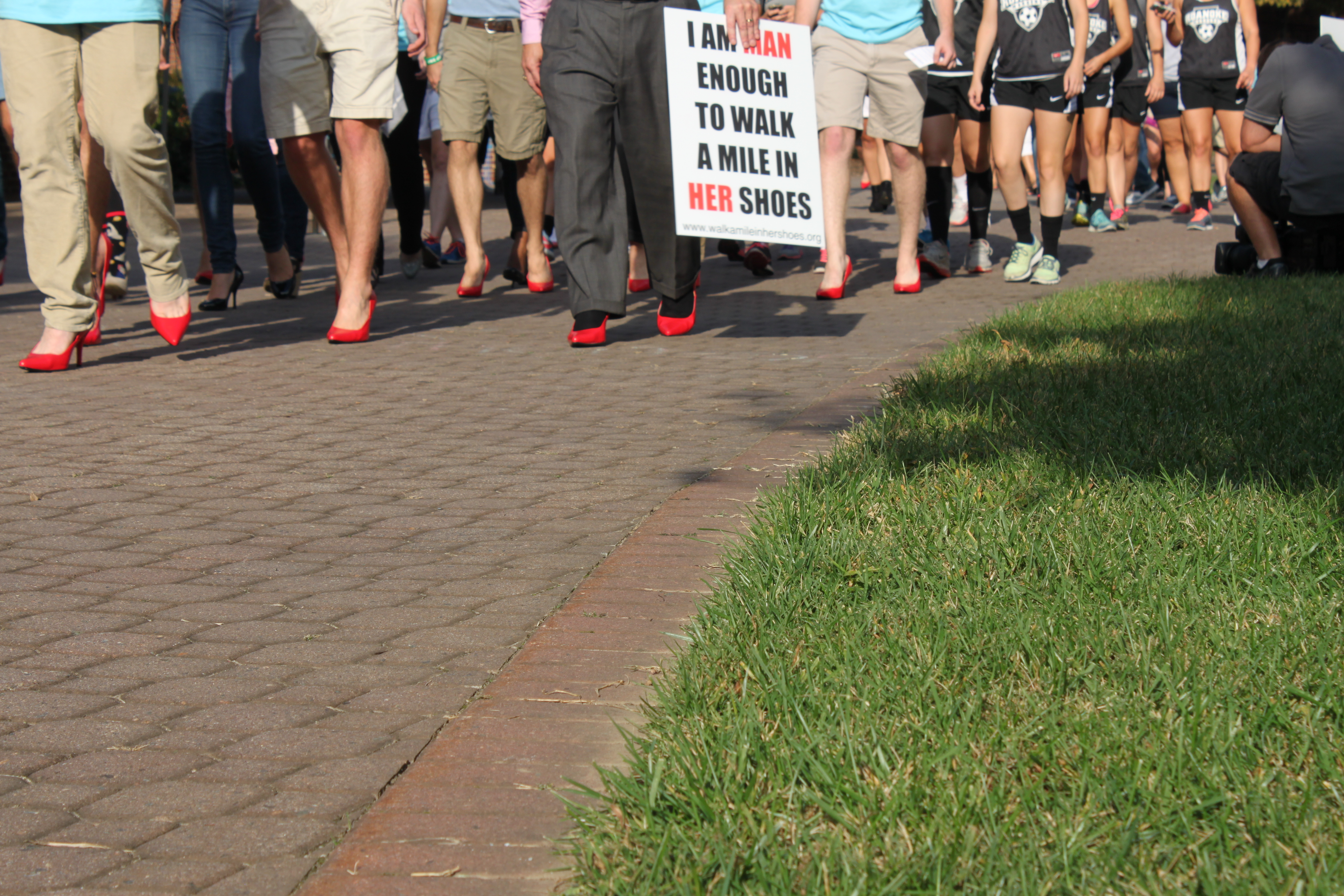
المشي ميلا في حذائها

شهر الوعي بالاعتداء الجنسي (SAAM) هو حملة سنوية تهدف إلى رفع الوعي العام بالاعتداء الجنسي وتثقيف المجتمعات والأفراد بكيفية منع العنف الجنسي. ويكون ذلك في شهر أبريل.
في شهر أبريل من كل عام، تنظم المؤسسات القومية والإقليمية والقبلية والمجتمعية، ومراكز التعامل مع أزمات الاغتصاب، والهيئات الحكومية، والشركات، والجامعات، والأفراد، أنشطة وفعاليات لإلقاء الضوء على العنف الجنسي باعتباره قضية تتعلق بالصحة العامة وحقوق الإنسان والعدالة الاجتماعية، إلى جانب التشديد أيضًا على الحاجة إلى جهود وقائية في هذا الشأن.
والجهة التي تتولى كل عام تنسيق الموضوع، والشعار، والموارد، والمواد المستخدَمة في حملة شهر الوعي بالاعتداء الجنسي (SAAM) هي المركز الوطني لموارد التعامل مع العنف الجنسي، مع الاستعانة بمنظمات مناهضة الاعتداء الجنسي بجميع أنحاء الولايات المتحدة.

## التاريخ
خرجت النساء في احتجاجات منظمة في عام 1976، فيما عُرِف بمسيرات "Take Back the Night" (المطالبة بأمن النساء ليلاً) للتنديد بالاغتصاب والاعتداء الجنسي. احتجت هذه المسيرات على العنف والخوف اللذين تواجههما السيدات أثناء سيرهن في الشوارع ليلاً. وبمرور الوقت، تحولت هذه الفعاليات إلى حركة انتشرت بجميع أنحاء الولايات المتحدة وأوروبا. وبفضل هذه الحركة، بدأ ظهور أنشطة أوسع نطاقًا تهدف إلى رفع الوعي بالعنف ضد المرأة.
وفي أواخر الثمانينيات، أجرى التحالف الوطني ضد الاعتداء الجنسي (NCASA) استفتاءً غير رسمي للتحالفات الحكومية المناهضة للاعتداء الجنسي لتحديد التاريخ الذي تفضله هذه التحالفات ليكون أسبوعًا وطنيًا للوعي بالاعتداء الجنسي. واُختير أسبوع في شهر أبريل. وبحلول نهاية التسعينيات، بدأ العديد من مناصري الفكرة تنسيق أنشطة وفعاليات طوال شهر أبريل، طارحين فكرة تخصيص شهر مُعترَف به وطنيًا لأنشطة الوعي بالعنف الجنسي والوقاية منه. وجرى العمل بشهر الوعي بالاعتداء الجنسي (SAAM) للمرة الأولى على المستوى الوطني في أبريل عام 2001.
وفي عام 2009، كان أوباما أول رئيس أمريكي يعلن شهر أبريل شهرًا للوعي بالاعتداء الجنسي.
ويُعَد شهر أبريل أيضًا شهر الوعي بالأمراض المنقولة جنسيًا في الولايات المتحدة. وبدأ العمل في هذا الشهر عام 2009 على تعزيز المعرفة بالأمراض المنقولة جنسيًا والوقاية منها.

## اللون والشعار
أجرى مشروع مشاركة الموارد (RSP) والمركز الوطني لموارد التعامل مع العنف الجنسي (NSVRC) استفتاءً للتحالفات الحكومية والإقليمية في عام 2000، وتحدد على أساسه اللون الأزرق الضارب إلى الخضرة كاللون المخصص لحملة الوعي بالاعتداء الجنسي والوقاية منه، وشهر أبريل كالشهر المفضل لتنسيق الأنشطة الوطنية بالوعي بالاعتداء الجنسي. واُختير الشريط ذو اللون الأزرق الضارب إلى الخضرة ليكون رمزًا للوعي بالاعتداء الجنسي والوقاية منه.

## وصلات خارجية
- Sexual Assault Awareness Month
- National Sexual Violence Resource Center
- NSVRC Events Calendar
- Resource Sharing Project